# 村上鉄也
村上 鉄也（むらかみ てつや、1974年7月23日 - ）は、秋田県出身の元プロ野球選手（投手）。現在は、東北楽天ゴールデンイーグルスのチーム統括本部 2軍マネージャー。

## 来歴・人物
小学校4年から野球を始める。能代高時代は、3年時に第74回全国高等学校野球選手権大会に出場、エースではないが1試合登板している。
東北福祉大では、1年上に門倉健、同期に山田貴志、1年下に山岡洋之らがいて、肩や肘などの故障に悩まされ登板機会はあまりなかったが、潜在能力を評価され1996年のドラフト6位で福岡ダイエーホークスの指名を受け入団した。
しかし、プロ入り後も故障に苦しみ、二軍でも登板数は少なく、1999年に現役を引退。同じ年にダイエーから指名を受けた選手の中では唯一一軍出場がなかった。それから5年間宮城県内の施設で大学時代から関心があった介護の仕事に従事していた。
その後、地元東北に新球団東北楽天ゴールデンイーグルスが創設されたのを受け、2007年2月に球団職員として入団。

## 詳細情報

### 年度別投手成績
- 一軍公式戦出場なし

### 背番号
- 54 （1997年 - 1999年）